# 艾本施托克
艾本施托克（德語：Eibenstock，發音：[ˈaɪbn̩ˌʃtɔk] ⓘ）是德国萨克森州厄尔士山县的城市，面积112.23平方千米，2023年12月31日人口为6,975人。